# 纵带美鳚
纵带美鳚（学名：Dasson trossulus）为鳚科美鳚属的鱼类。分布于日本的千叶以南、南朝鲜以及台湾到海南岛等处等，主要栖息于珊瑚礁。该物种的模式产地在Misaki。